# Стродър Мартин
Стродър Мартин (на английски: Strother Martin) е американски актьор. 

## Биография
Роден е на 26 март 1919 г. в Кокомо, Индиана. Като дете се отличава с плуване и гмуркане, на 17-годишна възраст печели Националното първенство за юноши по гмуркане. По време на Втората световна война той служи като инструктор по плуване във ВМС на САЩ, а също така е член на екипа за гмуркане на Университета в Мичиган. През 1948 г. той участва в Националното състезание за този вид спорт с надеждата да спечели място в олимпийския отбор, но заема едва трето място.
В киното често партнира на Джон Уейн и Пол Нюман в уестърни, режисирани от Джон Форд и Сам Пекинпа. Мартин може би е най-известен като „капитанът“ във филма от 1967 г. „Хладнокръвният Люк“, в който той изрича: „Това, което имаме тук, е неуспехът да се комуникира.“ репликата е под номер 11 в класацията на американския филмовия институт.

## Избрана филмография
| Година | Филм                                   | Оригинално заглавие                | Роля                  | Режисьор         |
| ------ | -------------------------------------- | ---------------------------------- | --------------------- | ---------------- |
| 1959   | Кавалеристите                          | The Horse Soldiers                 | Върджил               | Джон Форд        |
| 1961   | Смъртоносни спътници                   | The Deadly Companions              | Парсън                | Сам Пекинпа      |
| 1962   | Човекът, който застреля Либърти Валънс | The Man Who Shot Liberty Valance   | Флойд                 | Джон Форд        |
| 1963   | Маклинтък!                             | McLintock!                         | Агард                 | Андрю Маклаглън  |
| 1964   | Покана за наемник                      | Invitation to a Gunfighter         | Фидлър                | Ричард Уилсън    |
| 1965   | Шенандоа                               | Shenandoah                         | машинист на влак      | Андрю Маклаглън  |
| 1966   | Око за око                             | An Eye for an Eye                  | Тръмбъл               | Майкъл Д. Мур    |
| 1967   | Хладнокръвният Люк                     | Cool Hand Luke                     | капитанът             | Стюарт Розенбърг |
| 1969   | Непреклонните                          | True Grit                          | полковник Г. Стоунхил | Хенри Хатауей    |
| 1969   | Буч Касиди и Сънданс Кид               | Butch Cassidy and the Sundance Kid | Перси Гарис           | Джордж Рой Хил   |
| 1970   | Балада за Кейбъл Хоуг                  | The Ballad of Cable Hogue          | Боуен                 | Сам Пекинпа      |
| 1971   | Хани Колдър                            | Hannie Caulder                     | Ръфъс Клеменс         | Бърт Кенеди      |
| 1975   | Рустър Когбърн                         | Rooster Cogburn                    | Шанхай Маккой         | Стюарт Милър     |